# Bryan Rabello
Bryan Rabello (Rancagua, 16 mei 1994) is een Chileens voetballer die doorgaans als offensieve middenvelder speelt. Hij verruilde Sevilla FC in juli 2015 voor Santos Laguna. Rabello debuteerde in 2016 in het Chileens voetbalelftal.

## Clubcarrière
Rabello debuteerde op 15-jarige leeftijd voor Colo-Colo op 7 oktober 2009 in de bekercompetitie tegen Lota Schwager. Op 5 december 2010 scoorde hij zijn eerste doelpunt voor de Chileense topclub. Op 1 juli 2012 tekende hij een vijfjarig contract bij Sevilla. Hij begon eerst in het tweede elftal. Op 3 december 2012 maakte hij zijn debuut voor Sevilla. Hij viel in na 27 minuten voor de Braziliaan Cicinho. Rabella speelde niet meer dan negen competitiewedstrijden voor Sevilla. De club verhuurde hem gedurende het seizoen 2013/14 aan Deportivo La Coruña; ook werd Rabello in 2014 aan de Zwitserse club FC Luzern. Enkele maanden later speelde hij in de Segunda División nog veertien competitieduels op huurbasis voor CD Leganés. In juli 2015 tekende Rabello een contract bij Santos Laguna, op dat moment titelverdediger in de Mexicaanse competitie.

## Interlandcarrière
Op 6 juni 2012 werd Rabello opgeroepen voor het Chileens voetbalelftal, nadat Gary Medel en Eduardo Vargas uit de selectie waren gezet om disciplinaire redenen. In 2012 en 2013 speelde hij drie oefeninterlands; in november 2015 kwam Rabello voor het eerst in actie in een competitieve wedstrijd, een kwalificatiewedstrijd voor het wereldkampioenschap voetbal 2018 tegen Colombia (1–1).